# Вулиця Уборевича (Київ, Микільська Слобідка)
Вулиця Уборевича — зникла вулиця, що існувала у Дніпровському районі (на той час — Дарницькому) міста Києва, місцевість Микільська слобідка. Пролягала від Броварського шосе.

## Історія
Вулиця виникла у 1-й третині XX століття, початково складалася з двох вулиць — Шкільної та власне, Будьонного, названої на честь радянського воєначальника Маршала Радянського Союзу Семена Будьонного, об'єднаних згодом в одну вулицю. У 1941—1943 роках — Світязька. Назву Уборевича, на честь радянського військового діяча командарма Ієроніма Уборевича, набула 1962 року.
Ліквідована у 1970-х роках у зв'язку зі знесенням старої забудови.